# Пожаревачка црква (Сентандреја)
Пожаревачка црква је један од православних храмова Српске православне цркве у Сентандреји. Црква припада Будимској епархији Српске православне цркве.
Црква је посвећена Светом Арханђелу Михаилу.

## Историјат
Пожаревачка црква је завршена 1759, а освећена 1763. године. Она је, према предању, подигнута поред потока Бучине, на темељима једне старе цркве брвнаре. Назив је црква добила по Пожаревцу, одакле су се доселили многобројни верници који су у њу ишли.
Иконостас Пожаревачке цркве је изузетно дело у српском сликарству 18. века. Он је старији од данашње цркве, пошто је 1742. године био првобитно постављен у „старој“ Саборној цркви. У њему се огледа јединствен утицај влашке сликарске школе из Молдавије.